# Gatesville, North Carolina
Gatesville är administrativ huvudort i Gates County i North Carolina. Orten har fått sitt namn efter militären Horatio Gates. Enligt 2010 års folkräkning hade Gatesville 321 invånare.